# Luizi (rivière, affluent de la Lukuga)
Pour les articles homonymes, voir Luizi (homonymie).
La Luizi ou Lwizi est une rivière de la république démocratique du Congo et un affluent de la Lukuga, traversant le Sud du territoire de Nyunzu et séparant celui-ci du territoire de Kabalo dans la province du Tanganyika.